# 恩迪鎮區 (北卡羅萊納州斯坦利縣)
恩迪鎮區（英語：Endy Township）是位於美國北卡羅萊納州斯坦利縣的一個鎮區。

## 地方資料
恩迪鎮區的面積為49.98平方千米，皆為陸地。根據2020年美國人口普查的數據，當地共有人口2484人，而人口密度為每平方千米49.7人。